# اسیدوز تنفسی
اسیدوز (به انگلیسی: Respiratory acidosis) به معنی کاهش سطح بی کربنات مایع خارج سلولی و قرار گرفتن PH خون در محدوده اسیدی (پایینتر از ۷) می‌باشد. به صورت کلاسیک اگر مشکل از کلیه باشد ما اسیدوز متابولیک و اگر مشکل از ریه باشد ما اسیدوز تنفسی داریم.

## انواع اسیدوز تنفسی
اسیدوز تنفسی را میتوان از نظر بالینی به دوگروه حاد و مزمن تقسیم کرد.هنگامی که تنفس ناگهان مختل شود، اسیدوز تنفسی حاد روی میدهد. CO2 در خون تجمع یافته و غلظت یون هیدروژن بالا میرود. این حالت بیشتر از همه در انسداد حاد مجاری تنفسی، آسپیراسیون، ایست تنفسی، عفونت‌های ریوی ، ادم ریوی با تبادل گازی مختل و سندرمهای نوروماسکولار مانند میاستنی گراویس و گیلن باره روی میدهد. اسیدمی و Pco2 افزایش یافته خون وجود دارد، ولی غلظت بیکربنات پلاسما تغییر ناچیزی میکند. بیش از ۸۰% اسید کربنیک حاصل از Pco2 بالا، طی مکانیسم‌های داخل سلولی بافر میشود (حدود ۵۰% توسط پروتئین‌های داخل سلولی و ۳۰% باقی‌مانده توسط هموگلوبین). از آنجا که مقدار کمی از اسیدکربنیک توسط یون بیکربنات بافر میشود، ممکن است غلظت بیکربنات پلاسما طبیعی باشد. افزایش Pco2، مستقیماً باعث کاهش pH میشود، بدون اینکه تغییر قابل توجهی در غلظت بیکربنات پلاسما ایجاد نماید.
اسیدوز مزمن تنفسی در نتیجهٔ نارسائی مزمن تنفسی مانند COPD ، سندرم پیکویکین و ALS ایجاد میشود. در این حالت تهویهٔ مختل، باعث افزایش دائمی Pco2 خون میگردد. علی‌رغم افزایش نسبتاً قابل توجه در Pco2، به‌علت بالا رفتن غلظت بیکربنات پلاسما، تغییرات ناچیزی در pH خون ایجاد مینماید. جبران کلیوی به‌طور اولیه با افزایش دفع یون آمونیوم صورت میگیرد که دفع اسید را افزایش داده، باعث تولید مجدد بیکربنات و ورود آن به خون میشود. اسیدوز مزمن تنفسی معمولاً به‌خوبی تحمل میشود، مگر نارسائی شدید ریوی منجر به هیپوکسی گردد. در این مرحله پیش‌آگهی طولانیمدت بسیار ضعیف است. متناقضاً به‌نظر میرسد که بیماری که دچار اسیدوز مزمن تنفسی میباشد، بهتر میتواند افزایش بیشتر Pco2 به‌صورت حاد را تحمل نماید.

## درمان اسیدوز تنفسی
درمان اسیدوز تنفسی حاد عبارت است از برقراری تهویهٔ کافی. در صورت لزوم باید از لولهٔ تراشه و تهویهٔ کمکی یا تهویهٔ کنترل‌شده به‌همراه آرام‌کردن بیمار با مورفین استفاده کرد.استراتژی درمانی اسیدوز تنفسی مزمن در ارتباط مستقیم با علت ایجادکننده آن است. عللی مانند COPD و... هریک درمان خاص خود را دارند.درمان اسیدوز مزمن تنفسی شدیداً وابسته به قدرت دستگاه تنفسی و وضعیت تهویه‌ای میباشد. تصحیح سریع اسیدوز تنفسی (مثلاً در بیمارانی که تحت تهویهٔ کنترل‌شده قرار دارند)، میتواند خطرناک باشد، زیرا Pco2 سریعاً کاهش یافته، ممکن است اسیدوز تبدیل به آلکالوز شدید متابولیک گردد. 